# 匈牙利的圣伊撒伯尔圣殿 (弗罗茨瓦夫)

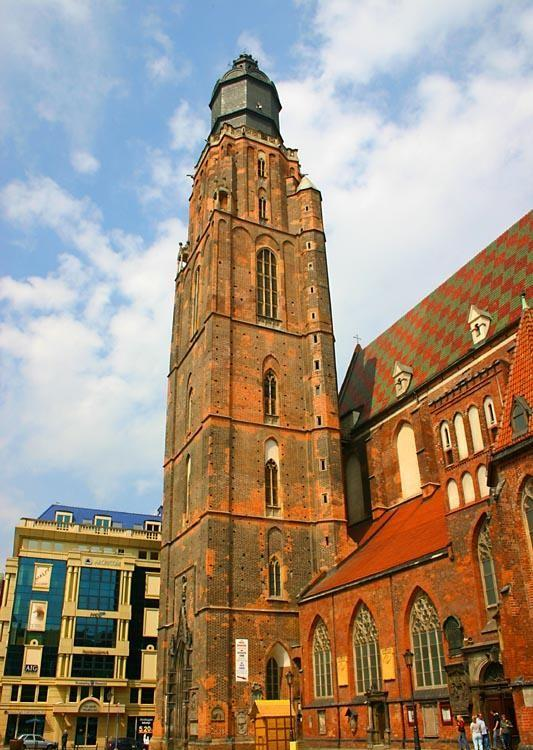
钟楼

弗罗茨瓦夫圣伊丽莎白教堂（波兰语：Kościół św. Elżbiety，德语：Sankt Elisabethkirche）位于波兰弗罗茨瓦夫，哥特式教堂，14世纪初建，当时这里是一座德国城市布雷斯劳，教堂高达130米，后来受到1529年的大冰雹和1976年火灾的摧毁，钟楼现在只有91米高。